# Ивановоалексинский сельсовет
Ивановоалексинский сельсовет — упразднённая административно-территориальная единица, существовавшая на территории Московской области в 1929—1954 годах.
Ивановоалексинский сельсовет был образован в 1929 году в составе Воскресенского района Московского округа Московской области путём объединения Алексинского и Ивановского сельсоветов бывшей Еремеевской волости Звенигородского уезда Московской губернии.
30 октября 1930 года Воскресенский район был переименован в Истринский район.
17 июля 1939 года к Ивановоалексинскому с/с было присоединено селение Еремеево упразднённого Еремеевского с/с
14 июня 1954 года Ивановоалексинский сельсовет был упразднён, а его территория передана в Ермолинский с/с.